# François Dorvault
François Laurent Marie Dorvault, né le 20 janvier 1815 à Saint-Étienne-de-Montluc et mort le 16 février 1879 à Paris, est un pharmacien français, fondateur et directeur de la Pharmacie centrale de France.

## Biographie
François Dorvault est le fils de Julien Dorvault et de Marie Doucet. Il suit ses études à l'École de pharmacie à Paris, dont il est lauréat et sort diplômé en 1841. 
Il réalise le projet d'un livre rassemblant l'ensemble des ouvrages nécessaires à l'exercice de la pharmacie, L'Officine ou Répertoire général de la pharmacie pratique, dont la première édition est publiée en 1844, et qui connaît un grand succès (vingt-trois éditions en 1995). 
S'intéressant à l'organisation de la profession de pharmacien, il fonde la Pharmacie centrale de France (PCF) en 1852, une coopérative centralisant les achats de la droguerie et la fabrication des médicaments, dont il est le premier directeur.
Il se fait construire le château du Treil à Machecoul.

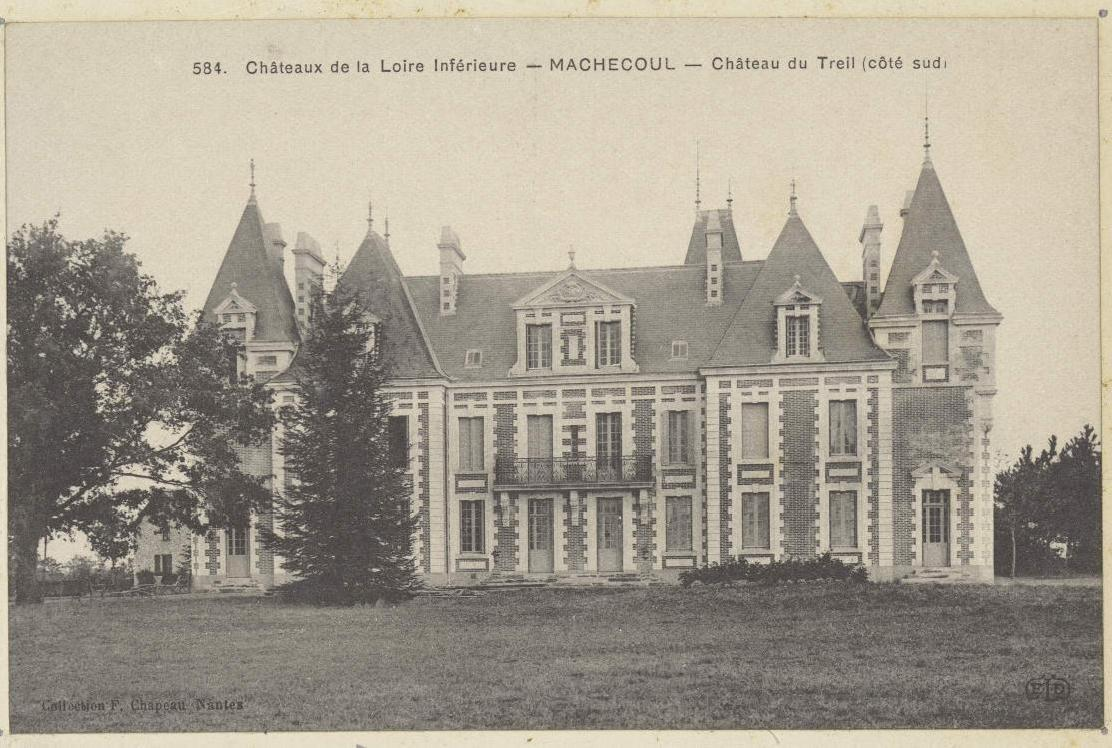
Le château du Treil, à Machecoul, que Dorvault se fait construire.

## Publication
- L'Officine, ou Répertoire général de pharmacie pratique (première édition en 1844, vingt-troisième édition en 1995 )
- Iodognosie, ou Monographie chimique, médicale et pharmaceutique des iodiques en général, et en particulier de l'iode et de l'iodure de potassium (1850)
- Projet de loi sur l'exercice de la pharmacie, modifié de celui élaboré par le Conseil d'État en 1846 (1850)
- De l'Organisation de la pharmacie en France, considérée dans ses rapports avec la propagation des sciences d'application (1851)
- La Pharmacie française en présence de ses réformes (1865)
- Voyage pharmaceutique à l'Exposition universelle de Londres
- L'Union pharmaceutique
- De la Pharmacie en Angleterre
- Projet de création d'une pharmacie centrale des pharmaciens